# Fără îndurare
Fără îndurare (2007) (titlu original Before They Are Hanged) este un roman al scriitorului britanic Joe Abercrombie, al doilea din trilogia Prima Lege. Citatul care deschide prima parte a cărții, „Trebuie să ne iertăm dușmanii, dar nu înainte de a-i vedea spânzurați” este un citat din Heinrich Heine.

## Intriga
Romanul continuă acțiunea din locul în care a fost lăsată la sfârșitul volumului precedent, urmărind călătoria către Marginea Lumii a grupului condus de Bayaz, periplul lui Sand dan Glokta în Dagoska și campania lui Burr și West în Englia împotriva armatei lui Bethod.
Bayaz și însoțitorii săi călătoresc prin ruinele fostului Imperiu, mergând spre Marginea Lumii pentru a găsi Sămânța, arma teribilă care să-i ajute să lupte împotriva lui Khalul. Drumul este presărat cu primejdii, deoarece teritoriul este acum disputat de o serie de regi auto-proclamați și de bande de tâlhari. Întâlnirile cu unii dintre aceștia îl obligă pe Bayaz să apeleze la puterile sale magice, iar pe Jezal dan Luthar să treacă prin botezul luptelor, din care scapă plin de cicatrici și cu mândria șifonată. Bayaz dă peste doi dintre vechii săi tovarăși, dar relațiile cu aceștia nu par a se fi îmbunătățit nici după secolele care au trecut, în timp ce între Logen și Feroo se înfiripă o improbabilă poveste de dragoste. În fosta capitală a imperiului, Aulcus, grupul este atacat de shanka, a căror prezență într-un asemenea loc ridică mari semne de întrebare. După ce trec Munții Sparți, călătorii navighează pe ocean către Capătul Lumii, unde un spirit îi înmânează lui Logen Sămânța aflată în păstrarea lui, care se dovedește a nu fi decât o păcăleală. Scopul călătoriei dovedindu-se fals, grupul e pe punctul de a se destrăma.
Glokta ajunge în Dagoska, unde încearcă să dezlege misterul dispariției predecesorului său. El descoperă o conspirație condusă de Ghilda Mirodeniilor și de conducătorii cetății, al cărei scop este predarea fără luptă a orașului în mâinile gurkienilor, pentru păstrarea privilegiilor. Glokta îi pedepsește pe intriganți și, cu mari eforturi, organizează apărarea cetății, prelungind căderea acesteia cu mai bine de două luni, în condițiile în care Imperiul Gurkian o atacă cu toate forțele de care dispune. Glokta este chemat înapoi din misiune cu puțin timp înainte ca gurkienii să ocupe cetatea și exact la timp ca să asiste la asasinarea urmașului la tron.
Campania din nord împotriva lui Bethod nu merge foarte bine. Conducătorii Uniunii desconsideră armata de țărani a auto-proclamatului rege al nordului, ceea ce duce la înfrângeri dezastruoase, într-una dintre acestea pierzându-și viața prințul moștenitor Ladisla. Ingeniozitatea comandantului trupelor Uniunii, Burr, devotamentul lui West și ajutorul foștilor camarazi ai lui Logen, care se alătură Uniunii pentru a se răzbuna pe Bethod reușesc să echilibreze pe moment situația în războiul care devastează Englia.

### Capitolele cărții
| - Marea Nivelatoare - Planuri bine întocmite - Întrebări - Rănile trecutului - Starea fortificațiilor - Cum rămâne cu încrederea? - Aliați - Discuții politice în jurul focului - Crime mărunte - Ploaia - A dracului tovărășie - Umbre lungi - Urmează... aurul meu - Frica - Cele o sută de cuvinte - Orbii conduși de chior - Stratagema Prințului Ladisla - Până la amurg - Slabe șanse - Drumul spre victorie - Rele necesare - Printre stânci - Roadele cutezanței - Un oaspete la cină - Unul de-al lor | - Spre nord - Puțină clemență - Deci asta e durerea - Pas cu pas - Vorbe în vânt - O chestiune de timp - Cicatrice - Furiosul - Până la ultimul om - Giuvaerul tuturor orașelor - Noroc - Sub ruine - Nepotriviți - Întoarcerea eroului - Slabă consolare - Ținuturile înalte - Vizita - Cam scump - Spre Marginea Lumii - Înaintea furtunii - Întrebări - Pe poziții - Pedeapsă pe măsură - Sălașul de piatră - Înapoi în țărână |

## Lista personajelor
- Logen Nouădegete (supranumit Sângerosul Nouă) - vestit războinic din Nord capabil să vorbească cu spiritele
- Bayaz - Întâiul dintre Magi, primul ucenic al lui Juvens și cel care l-a răzbunat după ce a fost ucis pe Kanedias Creatorul
- Ferro Maljinn - războinică extrem de periculoasă din Sud, căreia Împăratul din Gurkhul i-a luat tot ce avea
- Jezal dan Luthar - căpitan în Garda Regelui, câștigător al Turnirului, tânăr de condiție socială bună căruia viața i-a oferit tot ce dorește
- Fratele Picior-Lung - navigator experimentat, ales de Bayaz să conducă expediția spre Marginea Lumii
- Malacus Quai - ucenicul lui Bayaz
- Sand dan Glokta - fost spadasin renumit, câștigător al Turnirului, pe care cei șapte ani petrecuți în închisorile Împăratului din Gurkhul l-au lăsat schilod pe viață; revenit în Agriont, a devenit Inchizitor
- Severard, Frost și Vitari - practicienii lui Glokta
- Arhilectorul Sult - conducătorul Inchiziției
- Vissbruck - general însărcinat cu apărarea orașului Dagoska
- Korsten dan Vurms - fiul Lordului Guvernator din Dagoska
- Hadișul Kahdia - reprezentant ales de dagoskani pentru a vorbi în numele lor în consiliul orașului Dagoska
- Carlot dan Eider - Magistresă a Ghildei Negustorilor
- Nicomo Cosca - mercenar styrian
- Ardee - sora lui Collem West, rămasă în grija lui Glokta
- Collem West - colonel în armata Uniunii, unul dintre conducătorii armatei trimise în Englia
- Prințul Ladisla - prinț moștenitor, trăiește într-o lume utopică și nu are habar ce înseamnă cu adevărat un război
- Lordul mareșal Burr - conducătorul armatei trimise de Uniune în Nord să lupte împotriva lui Bethod
- Kroy și Poulder - generali rivali din armata Uniunii
- Copoiul - Om Ales din Nord, care a luptat sub conducerea lui Bethod și a lui Logen, iar acum îl urmează pe Rudd Treicopaci; este o iscoadă foarte bună, ajutat fiind de mirosul său fin
- Rudd Treicopaci - Om ales din Nord, care devine conducătorul grupului lui Logen după ce acesta pornește spre Sud și alege să se alăture Uniunii în lupta contra lui Bethod
- Dow cel Negru - Om Ales din Nord, extrem de puternic și foarte iute la mânie, luptă sub comanda lui Rudd Treicopaci
- Tull Duru Capdetunet - Om Ales din Nord, foarte înalt și excelent luptător, luptă sub comanda lui Rudd Treicopaci
- Grimm Ursuzul - Om Ales din Nord, taciturn, luptă sub comanda lui Rudd Treicopaci
- Pike - fierar, fost deținut eliberat de West și ridicat la rangul de sergent
- Cathil - fierar, fostă deținută eliberată de West

## Opinii critice
SFF World consideră romanul „urmarea excelentă a volumului Tăișul sabiei, opera unui autor care scrie o literatură fantasy incitantă, pentru cititori dornici să se delecteze și să fie provocați”. Fantasy Book Review consideră că „această a doua carte [a seriei] continuă să-și țeasă intrigile într-un asemenea ritm, cu intrigi politice, tone de umor, mulțime de bătălii sângeroase, împunsături și răsturnări de situații, încât este dificil să te oprești din citit”.
Best Fantasy Books observă că romanul dovedește maturizarea scriitoricească a lui Abercrombie și „îndeplinește un deziderat rareori atins - cartea din mijloc a unei trilogii care face mult mai mult decât să facă legătura între început și sfârșit”, oferindu-i 4 stele și jumătate din cinci. SF Site apreciază de asemenea ritmul cărții, dar critică lipsa de profunzime a personajelor, care par a-și fi pierdut prospețimea din primul volum al seriei.